# Discogs
Discogs, viết tắt cho cụm từ "discographies" là một trang mạng và cơ sở dữ liệu do cộng đồng đóng góp về thu âm, bao gồm phát hành thương mại, phát hành quảng bá và phát hành ngoài hãng đĩa. Dưới tên miền discogs.com, trang mạng này do Zink Media, Inc. sở hữu, đặt trụ sở tại Portland, Oregon, Hoa Kỳ, đây là trang dữ liệu trực tuyến lớn nhất về phát hành âm nhạc điện tử, với hơn 743.000 hãng thu âm, đóng góp từ 238.000 tài khoản người dùng.

## Lịch sử
Tên miền discogs.com được đăng ký vào ngày 30 tháng 8 năm 2000 và Discogs chính thức ra mắt vào tháng 11 năm 2000 bởi nhà lập trình và DJ Kevin Lewandowski. Anh lấy ý tưởng từ thành công của nhiều trang công cộng như Slashdot, eBay và Open Directory Project. Vào năm 2003, hệ thống trang này được viết lại hoàn toàn. Vào ngày 30 tháng 6 năm 2004, Discogs đưa ra một báo cáo, bao gồm 15.788 tài khoản đóng góp với 260,789 phát hành khác nhau.